# Moviments pels drets civils

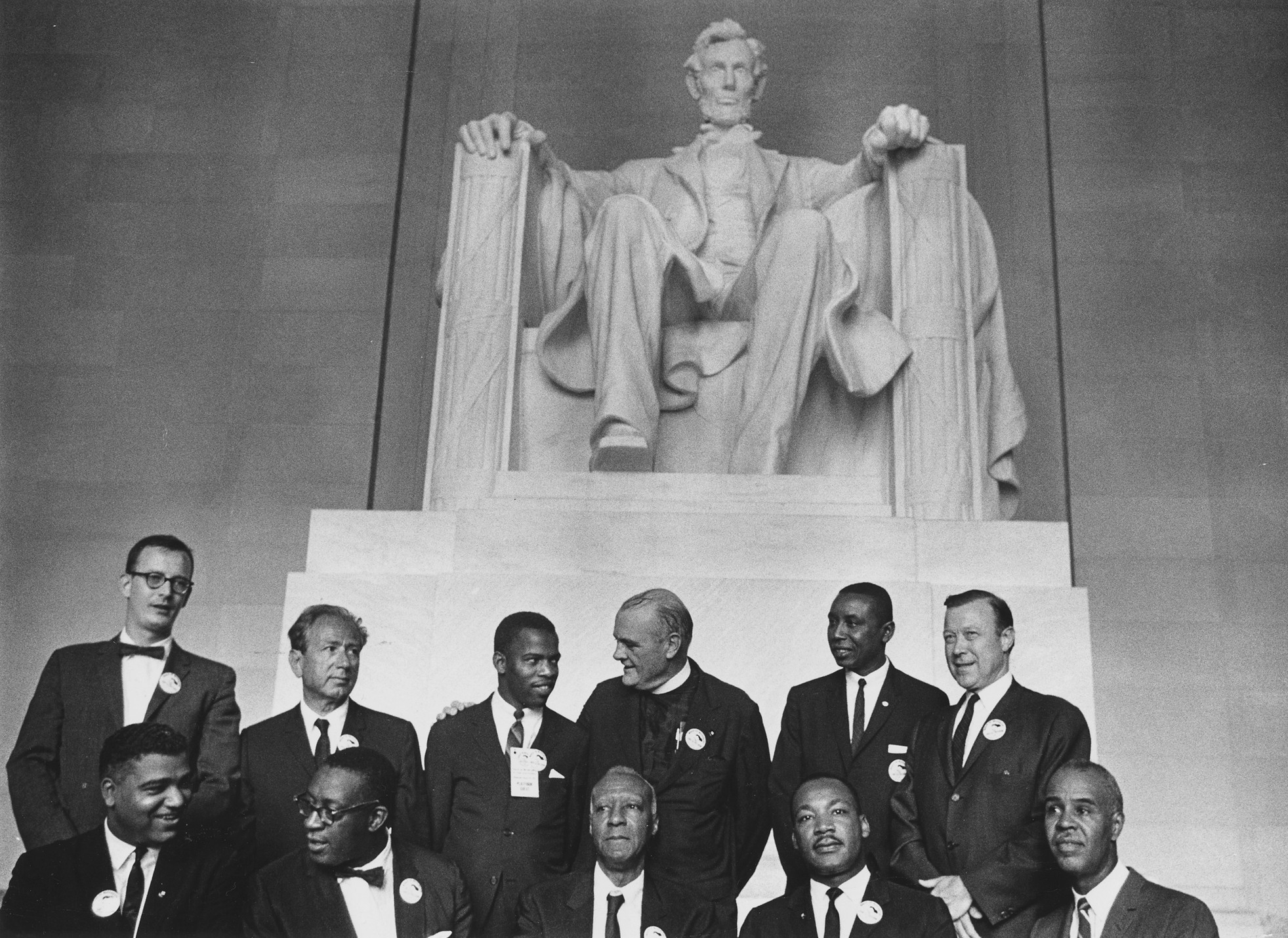
Martin Luther King Jr. i altres líders del moviment pels drets civils davant l'estàtua d'Abraham Lincoln durant la marxa a Washington, el 28 d'agost de 1963

Els moviments pels drets civils són una sèrie mundial de moviments polítics per a la igualtat davant la llei. En moltes situacions, s'han caracteritzat per la no-violència, o han pres la forma de campanyes de resistència civil destinades a aconseguir canvis mitjançant la resistència no-violenta. En algunes situacions, han estat acompanyats o seguits de disturbis civils i rebel·lions armades. El procés ha estat llarg i tènue a molts països, i molts d’aquests moviments no van assolir o encara no han assolit plenament els seus objectius, tot i que els esforços d’aquests moviments han permès millorar els drets legals d’alguns grups de persones oprimits anteriorment en alguns llocs.
L'objectiu principal del reeixit moviment dels drets civils i altres moviments socials pels drets civils inclou assegurar que els drets de totes les persones estiguessin i estiguin igualment protegits per la llei. Aquests inclouen, entre d'altres, els drets de les minories, els drets de la dona, els drets sobre discapacitat i els drets LGBT.

## Moviment pels drets civils d'Irlanda del Nord

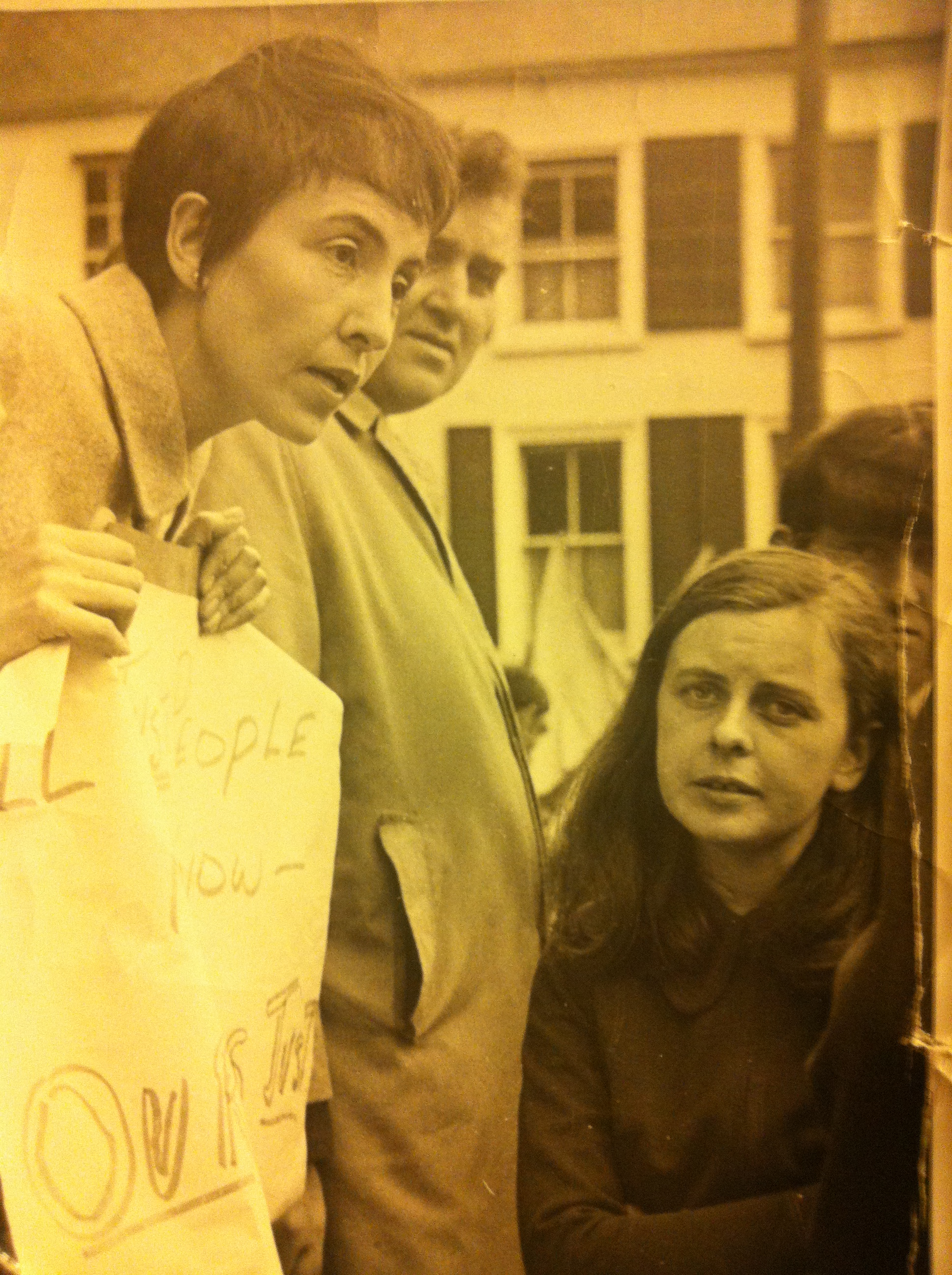
Protesta pels drets civils celebrada a Omagh al palau de justícia, milers de persones hi van atendre per escoltar oradores com Bernadette McAlliskey (nascuda Devlin) i Rita Hynes, en una crida pels drets civils per a la població catòlica/nacionalista

Irlanda del Nord és una part del Regne Unit que ha estat testimoni de la violència durant moltes dècades, coneguda com a Conflicte nord-irlandès, derivada de les tensions entre la majoria britànica (unionista, protestant) i la minoria irlandesa (nacionalista, catòlica) després de la partició d'Irlanda el 1920.
La lluita pels drets civils a Irlanda del Nord es pot buscar en els activistes de Dungannon, dirigits per Austin Currie, que lluitaven per l'accés igualitari a l'habitatge públic dels membres de la comunitat catòlica.
El gener de 1964 es va llançar a Belfast la Campanya per la Justícia Social (CSJ). Aquesta organització es va unir a la lluita per obtenir un millor habitatge i es va comprometre a acabar amb la discriminació laboral. El CSJ va prometre a la comunitat catòlica que els seus crits serien escoltats. Van desafiar el govern i van prometre que portarien el seu cas a la Comissió de Drets Humans d'Estrasburg i a les Nacions Unides.
Després d’haver començat amb qüestions domèstiques bàsiques, la lluita pels drets civils a Irlanda del Nord es va convertir en un moviment a gran escala que va trobar la seva plasmació a l'Associació de Drets Civils d'Irlanda del Nord (NICRA). NICRA va fer una campanya a finals dels anys seixanta i principis dels setanta, modelant-se conscientment sobre el moviment nord-americà pels drets civils i utilitzant mètodes similars de resistència civil. NICRA va organitzar marxes i protestes per exigir la igualtat de drets i posar fi a la discriminació.
NICRA tenia inicialment cinc demandes principals:
- un home, un vot,
- la fi de la discriminació en l’habitatge,
- la fi de la discriminació al govern local,
- la fi de la imposició dels límits dels districtes, que limitava l'efecte del vot catòlic,
- la dissolució dels B-Specials, una reserva policial totalment protestant, percebuda com a sectària.

Totes aquestes demandes específiques anaven dirigides a un objectiu final que havia estat el de les dones al principi: el final de la discriminació.
L'IRA va animar els republicans a unir-se al moviment pels drets civils, però mai va controlar NICRA. L'Associació de Drets Civils d'Irlanda del Nord va lluitar per acabar amb la discriminació envers els catòlics i no va adoptar cap posició sobre la legitimitat de l'estat. El líder republicà Gerry Adams va explicar posteriorment que els catòlics van veure que era possible que s'escoltessin les seves demandes. Va escriure que "vam poder veure un exemple del fet que no només calia agafar-ho, sinó que caldria lluitar-lo". Per obtenir un relat i una crítica dels moviments pels drets civils a Irlanda del Nord, que reflexioni sobre l’ambigua relació entre les causes dels drets civils i l’oposició a la unió amb el Regne Unit, vegeu l’obra de Richard English.
Un dels esdeveniments més importants de l'era dels drets civils a Irlanda del Nord va tenir lloc a Derry, que va escalar el conflicte des de la desobediència civil pacífica fins al conflicte armat. La batalla del Bogside va començar el 12 d'agost quan una manifestació d'Apprentice Boys, una orde protestant, va passar per Waterloo Place, on va reunir una gran multitud a la boca del carrer William, a la vora del Bogside. Diferents relats descriuen el primer brot de violència, amb informes que afirmen que es tractava d'un atac de joves de Bogside contra el RUC o que es van produir combats entre protestants i catòlics. La violència va augmentar i es van erigir barricades. Proclamant que aquest districte era el Free Derry, Bogsiders va continuar les baralles amb el RUC durant dies utilitzant pedres i bombes de benzina. El govern finalment va retirar el RUC i el va substituir per l'exèrcit, que va dissoldre les multituds de catòlics que van ser aïllades al Bogside.
Hom veu el Diumenge Sagnant, el 30 de gener de 1972 a Derry, com un punt d’inflexió en el moviment pels drets civils. Catorze manifestants de drets civils catòlics desarmats que protestaven contra l'internament van ser assassinats a trets per l'exèrcit britànic i molts van quedar ferits al carrer.
El procés de pau ha obtingut importants guanys en els darrers anys. Mitjançant el diàleg obert de totes les parts, s'ha respectat un estat d’alto-el-foc de tots els principals grups paramilitars. Una economia més forta va millorar el nivell de vida d'Irlanda del Nord. Els problemes de drets civils s’han convertit en una preocupació per a molts a Irlanda del Nord en els darrers vint anys, ja que s’han implementat lleis i polítiques que protegeixen els seus drets i formes d’acció positiva per a totes les oficines governamentals i moltes empreses privades. Encara existeixen tensions, però la gran majoria dels ciutadans ja no es veuen afectats per la violència.

## La revolució tranquil·la del Quebec
Els anys 1960 van portar un intens canvi polític i social a la província canadenca de Quebec, amb l'elecció del primer ministre liberal Jean Lesage després de la mort de Maurice Duplessis, el govern del qual va ser àmpliament vist com a corrupte. Aquests canvis van incloure la secularització dels sistemes educatius i d'atenció sanitària, que estaven fortament controlats per l'Església Catòlica Romana, el suport de la qual a Duplessis i la seva corrupció percebuda havia enfurismat a molts quebequesos. Les polítiques del govern liberal també pretenien dotar el Quebec d’una major autonomia econòmica, com la nacionalització d'Hydro-Québec i la creació d’empreses públiques per a les indústries mineres, forestals, siderúrgiques i petrolieres de la província. Altres canvis van incloure la creació de la Régie des Rentes du Québec (Pla de pensions del Quebec) i nous codis laborals que van facilitar la sindicalització i van donar dret als treballadors a la vaga.
Els canvis econòmics i socials de la Revolució Tranquil·la van donar vida al moviment sobiranista del Quebec, ja que cada vegada més quebequesos es veien a si mateixos com un fet culturalment diferent de la resta del Canadà. El segregacionista Parti Québécois es va crear el 1968 i va guanyar les eleccions generals de Quebec del 1976. Van promulgar una legislació destinada a consagrar el francès com a llengua empresarial a la província, alhora que restringien controvertidament l’ús de l'anglès als rètols i restringien l'elegibilitat dels estudiants per ser rebre ensenyament en anglès.
Una branca radical del nacionalisme canadenc francès va produir el Front de Libération du Québec (FLQ), que des del 1963 utilitza el terrorisme per fer del Quebec una nació sobirana. L'octubre de 1970, en resposta a la detenció d'alguns dels seus membres a principis d'any, el FLQ va segrestar el diplomàtic britànic James Cross i el ministre de Treball del Quebec, Pierre Laporte, a qui van matar després. El llavors primer ministre canadenc Pierre Elliott Trudeau, canadenc francès, va invocar la Llei de Mesures de Guerra, va declarar la llei marcial al Quebec i va detenir els segrestadors a finals d'any.

## Moviments pels drets civils als Estats Units
Els moviments pels drets civils als Estats Units inclouen una legislació destacada i esforços organitzats per abolir els actes públics i privats de discriminació racial contra afroamericans i altres grups desfavorits entre 1954 i 1968, particularment al sud dels Estats Units. De vegades es coneix com la Segona era de la Reconstrucció, al·ludint a les qüestions no resoltes de l'era de la Reconstrucció (1863–77).

### Problemes d’equitat ètnica

#### Integracionisme
Després de 1890, el sistema de Jim Crow, la privació de drets i la ciutadania de segona classe van degradar els drets de ciutadania dels afroamericans, especialment al sud. Va ser el nadir de les relacions racials estatunidenques. Hi havia tres aspectes principals: la segregació racial, confirmada per la decisió del Tribunal Suprem dels Estats Units a Plessy v. Ferguson el 1896-, obligada legalment pels governs del sud- la supressió o desautorització dels votants als estats del sud, i actes privats de violència i violència racial massiva dirigits als afroamericans, sense impediments o encoratjats per les autoritats governamentals. Tot i que la discriminació racial era present a tot el país, la combinació de lleis, actes públics i privats de discriminació, oportunitats econòmiques marginals i violència dirigida als afroamericans als estats del sud es va conèixer com Jim Crow.

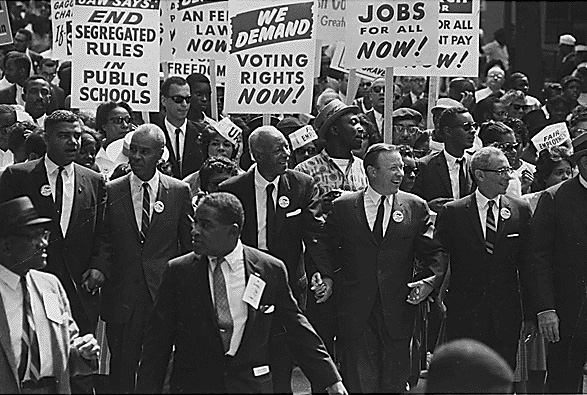
Marxa de 1963 a Washington per al Treball i la Llibertat

Les estratègies destacades emprades abans de 1955 incloïen intents de litigis i de pressió per part de l'Associació Nacional per a l'Avenç de les Persones de Color (NAACP). Aquests esforços van ser un segell distintiu del primer Moviment pels Drets Civils d'Amèrica del 1896 al 1954. No obstant això, el 1955, els negres es van frustrar pels enfocaments graduals per implementar la desegregació per part dels governs federals i estatals i la "resistència massiva" dels blancs. El lideratge negre va adoptar una estratègia combinada d'acció directa amb no-violència, de vegades resultant en resistència no-violenta i desobediència civil. Alguns dels actes de no-violència i desobediència civil van produir situacions de crisi entre els professionals i les autoritats governamentals. Les autoritats dels governs federals, estatals i locals sovint van actuar amb una resposta immediata per acabar amb les situacions de crisi, de vegades a favor dels professionals. Algunes de les diferents formes de protesta i/o desobediència civil emprades van incloure el boicot, practicat amb èxit pel boicot dels autobusos de Montgomery (1955-1956) a Alabama, que va donar al moviment una de les seves icones més famoses a Rosa Parks; "sit-ins" (segudes en català), com demostren dos esdeveniments influents, la seguda de Greensboro (1960) a Carolina del Nord i les de Nashville a Nashville, Tennessee; la influent croada infantil de Birmingham del 1963, en què les autoritats locals van trobar-se amb mànegues de foc i gossos d’atac davant de menors i marxes més llargues, tal com van exhibir les marxes de Selma a Montgomery (1965) a Alabama, que al principi van ser reprimides i atacades pels autoritats estatals i locals, i va donar lloc a la Llei de drets de vot de 1965. L'evidència d'un canvi d'actitud també es va poder veure a tot el país, on van sorgir petites empreses que donaven suport al Moviment pels Drets Civils, com ara Everybody's Luncheonette de Nova Jersey.

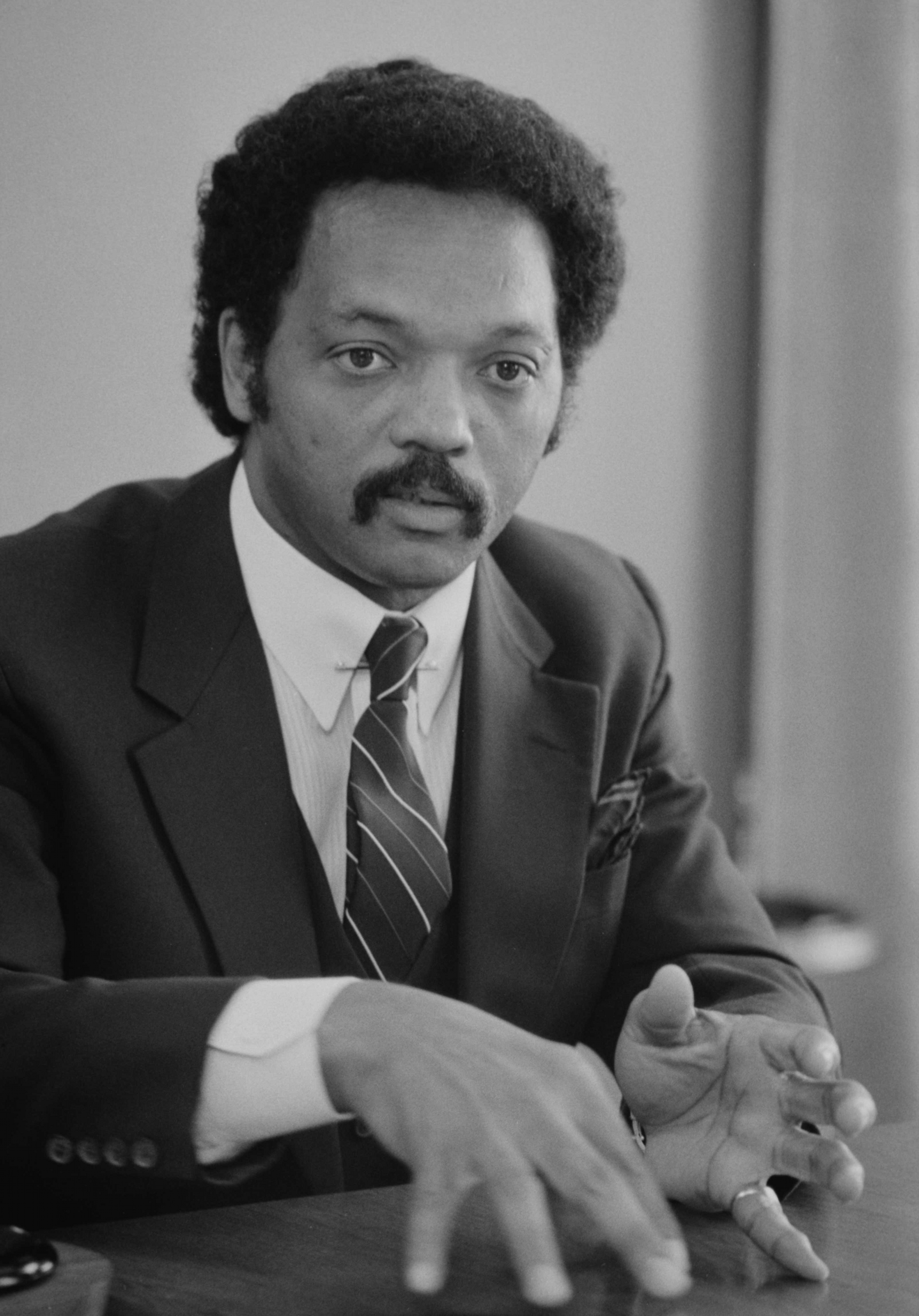
Jesse Jackson va lluitar pels drets civils com a obra de la seva vida.

A més de la croada infantil i les marxes de Selma a Montgomery, un altre esdeveniment il·lustre del Moviment pels Drets Civils de la dècada de 1960 va ser la marxa a Washington per la feina i la llibertat a l'agost de 1963. Es recorda millor pel discurs "Tinc un somni" de Martin Luther King en què el discurs es va convertir en un text nacional i va eclipsar els problemes que els organitzadors van haver de portar per avançar. Havia estat un assumpte bastant complicat reunir diversos líders de grups de drets civils, religiosos i laborals. Com indica el nom de la marxa, calia fer molts compromisos per unir els seguidors de tantes causes diferents. La "Marxa a Washington per la feina i la llibertat" va emfatitzar els propòsits combinats de la marxa i els objectius als quals es dirigien cadascun dels líders. Els organitzadors i líders de la marxa de 1963 a Washington, anomenats informalment els "Big Six", eren A. Philip Randolph, Roy Wilkins, Martin Luther King, Whitney Young, James Farmer i John Lewis. Tot i que provenien d’orígens i interessos polítics diferents, aquests organitzadors i líders estaven decidits per una marxa pacífica, que tenia el seu propi servei de seguretat per garantir que l'esdeveniment fos pacífic i respectuós amb la llei. L'èxit de la marxa encara s'està debatent, però un dels aspectes que s'ha plantejat va ser la infrarepresentació de les dones. Molts grups femenins de drets civils havien participat en l'organització de la marxa, però quan es va tractar de l'activitat real, a les dones se'ls va negar el dret a parlar i van quedar relegades a papers figuratius al fons de l'escenari. Com van observar algunes dones participants, la Marxa es pot recordar pel discurs "Tinc un somni", però per a algunes activistes va ser un nou despertar, que va obligar les dones negres no només a lluitar pels drets civils, sinó també a participar en el moviment feminista.
Entre els èxits destacats del Moviment pels Drets Civils hi ha la victòria judicial al cas Brown contra el Consell d'Educació que anul·lava l'article legal de "separat però igual" i feia legalment prohibible la segregació, i els articles de la Llei de drets civils de 1964, que prohibia la discriminació en l'entorn laboral i allotjaments públics, l'aprovació de la Llei de drets de vot de 1965 que restablia els drets de vot i l'aprovació de la Llei de drets civils de 1968 que prohibia la discriminació en la venda o el lloguer d'habitatges.

#### MovimentBlack Power
El 1967 l'aparició del moviment Black Power (1966-75) va començar a eclipsar gradualment els objectius originals del "poder integrat" de l'èxit del Moviment pels Drets Civils que havien defensat Martin Luther King Jr. i altres. Els defensors del Black Power van defensar l'autodeterminació dels negres i van afirmar que l'assimilació inherent a la integració robava als africans la seva herència i la seva dignitat. Per exemple, el teòric i activista Omali Yeshitela argumenta que els africans han lluitat històricament per protegir les seves terres, cultures i llibertats dels colonialistes europeus i que qualsevol integració a la societat que hagi robat un altre poble i la seva riquesa és un acte de traïció.
Avui en dia, la majoria dels defensors del poder negre no han canviat el seu argument d’autosuficiència. El racisme encara existeix a tot el món i hi ha qui creu que els negres dels Estats Units, en general, no es van assimilar a la cultura "principal" dels EUA. Es podria dir que els negres van ser encara més oprimits, aquesta vegada parcialment per la seva pròpia gent en un nou estrat negre de la classe mitjana i la classe dominant. Els defensors de Black Power solen argumentar que la raó d’aquest estancament i una opressió addicional de la gran majoria dels negres dels Estats Units es deu al fet que els objectius de Black Power no han tingut l’oportunitat de complir-se completament.
Una de les manifestacions més públiques del moviment Black Power va tenir lloc als Jocs Olímpics de 1968, quan dos afroamericans, Tommie Smith i John Carlos, es van situar al podi fent la salutació de Black Power. Aquest acte encara es recorda avui com la salutació de Black Power dels Jocs Olímpics del 1968.

#### Moviment Chicano
El Moviment Chicano es va produir durant l'era dels drets civils que buscava l'apoderament polític i la inclusió social per als mexicano-estatunidencs al voltant d'un argument generalment nacionalista. El moviment Chicano va florir als anys seixanta i va estar actiu a finals dels setanta a diverses parts dels EUA. El moviment tenia arrels en les lluites pels drets civils que l'havien precedit, afegint-hi la política cultural i generacional de l'època.
Els primers herois del moviment —Rodolfo Gonzales a Denver i Reies Tijerina a Nou Mèxic— van adoptar un relat històric dels cent vint-i-cinc anys anteriors que havia ocultat gran part de la història mexicano-estatunidenca. Gonzales i Tijerina van adoptar un nacionalisme que va identificar el fracàs del govern dels Estats Units per complir les seves promeses del Tractat de Guadalupe Hidalgo. En aquest relat, els mexicano-estatunidencs eren un poble conquerit que simplement necessitava recuperar el seu dret de primogenitura i el seu patrimoni cultural com a part d'una nova nació, que més tard es va conèixer com Aztlán.
Aquesta versió del passat no ho va fer, però va tenir en compte la història dels mexicans que havien immigrat als Estats Units. També va prestar poca atenció als drets dels immigrants sense papers als Estats Units als anys seixanta, cosa que no és d’estranyar, ja que la immigració no tenia la importància política que va adquirir després. Va ser una dècada més tard quan activistes, com Bert Corona a Califòrnia, van adoptar els drets dels treballadors indocumentats i van ajudar a ampliar el moviment per incloure els seus problemes.
Quan el moviment va tractar problemes pràctics als anys seixanta, la majoria dels activistes es van centrar en els problemes més immediats que enfrontaven els mexicano-estatunidencs: oportunitats educatives i laborals desiguals, irrellevància política i brutalitat policial. A l'època de finals dels anys seixanta, quan el moviment estudiantil estava actiu a tot el món, el moviment Chicano va provocar accions més o menys espontànies, com ara els passejos massius dels estudiants de secundària a Denver i l'est de Los Angeles el 1968 i el Chicano Moratorium (grup d'oposició a la guerra del Vietnam) a Los Angeles el 1970.
El moviment va ser particularment fort a nivell universitari, on alguns activistes van fundar MEChA, Movimiento Estudiantil Chicano de Aztlán, que va promoure els programes d’Estudis Chicanos i una agenda etno-nacionalista generalitzada.

#### Moviment dels indis estatunidencs
En un moment en què els segudes pacífiques eren una tàctica habitual de protesta, les mobilitzacions del Moviment Indi Americà (AIM per les inicials en anglès) en els seus primers dies eren notablement violentes. Algunes semblaven ser resultat espontani de les concentracions de protesta, però d'altres incloïen la presa armada d'instal·lacions públiques.
L'ocupació de l'illa Alcatraz de 1969, encara que comunament associada a AIM, era anterior a l'organització, però va ser un catalitzador per a la seva formació.
El 1970, AIM va ocupar propietats abandonades a la base aeronaval propera a Minneapolis. El juliol de 1971, va ajudar a la presa de Winter Dam, Lac Courte Oreilles i Wisconsin. Quan els activistes es van fer càrrec de la seu de l'Oficina d’Afers Indis a Washington, D.C. el novembre de 1972, van saquejar l'edifici i van detenir 24 persones. Els activistes van ocupar el jutjat del comtat de Custer el 1973, tot i que la policia va desfer l’ocupació després que es produís un motí.
El 1973 activistes i forces militars es van enfrontar en l'incident de Wounded Knee. L'enfrontament va durar 71 dies i dos homes van morir a causa de la violència.

#### Moviment dels asiatico-estatunidencs
El moviment dels asiatico-estatunidenc va ser un moviment sociopolític en què l'esforç generalitzat de base dels asiàtics estatunidencs va afectar els canvis racials, socials i polítics dels Estats Units, assolint el seu punt àlgid a finals de la dècada de 1960 fins a mitjans dels 1970. Durant aquest període, els asiàtics estatunidencs van promoure l'activisme anti-guerra i antiimperialista, oposant-se directament al que es considerava una guerra injusta del Vietnam. El Moviment Asiàtic Americà (AAM) es diferencia de l’activisme asiàtic-estatunidenc anterior per l’èmfasi en el paniasiatisme i la seva solidaritat amb els moviments estatunidencs i internacionals del Tercer Món com el Tercer Front d’Alliberament Mundial (TWLF).

### Moviments per l'equitat de gènere
Si el període associat al feminisme de primera onada es va centrar en drets bàsics com el sufragi (que va conduir a que les dones assolissin el dret a vot a principis del segle XX), el període del feminisme de segona onada es va preocupar de qüestions com ara el canvi d’actituds socials i d’igualtat econòmica, reproductiva i educativa (inclosa la capacitat de tenir carreres professionals a més de la maternitat o el dret a triar no tenir fills) entre els gèneres i els drets de les minories femenines. El nou moviment feminista, que es va estendre del 1963 al 1982, va explorar la igualtat econòmica, el poder polític a tots els nivells, la igualtat professional, les llibertats reproductives, els problemes amb la família, la igualtat educativa, la sexualitat i moltes altres qüestions.

## Drets LGBT i alliberament gai
Des de mitjan segle xix a Alemanya, els reformadors socials han utilitzat el llenguatge dels drets civils per argumentar contra l'opressió de la sexualitat del mateix sexe, la intimitat emocional del mateix sexe i la disconformitat de gènere. En gran part, però no exclusivament, aquests moviments LGBT han caracteritzat les persones amb la variant de gènere i l'homosexualitat com un grup minoritari; aquest va ser l'enfocament adoptat pel moviment homòfil dels anys quaranta, cinquanta i principis dels seixanta. Amb l’auge del laïcisme a Occident, una creixent obertura sexual, l’alliberament de les dones, la contracultura dels anys seixanta, l'epidèmia de la SIDA i una sèrie de nous moviments socials, el moviment homòfil va experimentar un ràpid creixement i transformació, amb un enfocament en la construcció de comunitat i un activisme sense disculpes que es va conèixer com l'alliberament gai.
Les paraules "Alliberament gai" feien ressò de "Alliberament de les dones"; el Front d'Alliberament Gai (GLF, Gay Liberation Front) va prendre el seu nom conscientment dels "Fronts d'Alliberament Nacional" de Vietnam i Algèria, i el lema "Poder gai", com a resposta desafiant al moviment homòfil orientat als drets, es va inspirar en el Poder Negre i el Poder Chicano. La declaració de propòsit del GLF explicava:
| « | Som un grup revolucionari d’homes i dones format en la constatació que l’alliberament sexual complet per a totes les persones no pot produir-se si no s’abolixen les institucions socials existents. Rebutgem l’intent de la societat d’imposar rols sexuals i definicions de la nostra naturalesa. | » |

Els alliberacionistes gais pretenien transformar conceptes i institucions fonamentals de la societat, com ara el gènere i la família. Per aconseguir aquest alliberament, es va emprar la consciència i l'acció directa. Concretament, es preferia la paraula "gai" a les designacions anteriors com a homosexual o homòfil; alguns van considerar "gai" com un rebuig a la falsa dicotomia heterosexual/homosexual. Es va instar a les lesbianes i gais a "sortir de l'armari" i revelar públicament la seva sexualitat a familiars, amics i col·legues com a forma d'activisme i contrarestar la vergonya amb l'orgull gai. Es van formar grups "Gay Lib" a Austràlia, Nova Zelanda, Alemanya, França, el Regne Unit, els Estats Units, Itàlia i altres llocs. El grup de lesbianes Lavender Menace també es va formar als Estats Units en resposta tant a la dominació masculina d'altres grups de Gay Lib com al sentiment antilèsbic del Moviment de Dones. Es va defensar el lesbianisme com una opció feminista per a les dones i van començar a sorgir els primers corrents del separatisme lèsbic.
A finals dels anys setanta, el radicalisme de l’alliberament gai es va veure eclipsat per la tornada a un moviment més formal que es va conèixer amb el nom de Moviment pels drets dels gais i lesbianes.

## Unió Soviètica
Als anys seixanta, primers anys de l'estancament de Brejnev, els dissidents de la Unió Soviètica van dirigir cada vegada més la seva atenció a les preocupacions civils i, finalment, als drets humans. La lluita pels drets civils i humans es va centrar en qüestions de llibertat d’expressió, llibertat de consciència, llibertat d’emigrar, psiquiatria repressiva i la situació dels presos polítics. Es caracteritzava per una nova obertura de la dissidència, una preocupació per la legalitat, el rebuig de qualsevol lluita "clandestina" i violenta. Va tenir un paper significatiu en proporcionar un llenguatge i un objectiu comuns a molts dissidents soviètics i es va convertir en una causa per a diversos grups socials del medi dissident, que van des d'activistes de la subcultura juvenil fins a acadèmics com Andrei Sakhrarov.
De manera significativa, els dissidents soviètics dels anys seixanta van introduir l'enfocament "legalista" d'evitar comentaris morals i polítics en favor d'una atenció estreta a qüestions legals i processals. Després de diversos judicis emblemàtics contra escriptors (el judici Sinyavsky-Daniel, els judicis contra Aleksandr Guínzburg i Iuri Galanskov) i una repressió associada contra els dissidents per part del KGB, es va fer més freqüent la cobertura de detencions i processos a samizdat (premsa i impressions clandestines). Aquesta activitat va acabar amb la publicació de la Crònica dels Esdeveniments Actuals a l’abril de 1968. El butlletí no oficial va informar de violacions dels drets civils i del procediment judicial per part del govern soviètic i de respostes a aquestes violacions per part de ciutadans de tota l'URSS.
Entre les dècades de 1960 i 1980, els dissidents del moviment civil i pels drets humans van realitzar diverses activitats: la documentació de la repressió política i la violació de drets a samizdat; cartes i peticions de protesta individuals i col·lectives; manifestacions no aprovades; una xarxa informal d’ajuda mútua per als presos de consciència; i, de manera més destacada, grups de vigilància cívica que apel·laven a la comunitat internacional. Totes aquestes activitats van tenir un gran risc personal i van tenir repercussions que van des de l’acomiadament del treball i els estudis fins a molts anys de presó en camps de treball i sotmetiment a psiquiatria repressiva.
L'estratègia de la dissidència basada en els drets es va fusionar amb la idea dels drets humans. El moviment pels drets humans incloïa figures com Valery Chalidze, Iuri Orlov i Liudmila Alekséieva. Es van fundar grups especials com el Grup d’Iniciativa per a la Defensa dels Drets Humans a l’URSS (1969) i el Comitè de Drets Humans a l’URSS (1970). Tot i que van haver de fer front a la pèrdua de molts membres ingressats a les presons, camps de treball, institucions psiquiàtriques i exili, van documentar abusos, van escriure apel·lacions a organismes internacionals de drets humans, van recollir signatures per a peticions i van assistir a judicis.
La signatura dels acords de la Conferència de Hèlsinki (1975) que contenia clàusules de drets humans va proporcionar als defensors dels drets civils la nova esperança d’utilitzar instruments internacionals. Això va conduir a la creació de grups dedicats a la vigilància de Hèlsinki a Moscou (Grup Moscou Hèlsinki), Kíev (Grup Ucraïnès Hèlsinki), Vílnius (Grup Lituà Hèlsinki), Tbilisi i Erevan (1976–77). :159–194

## La Primavera de Praga

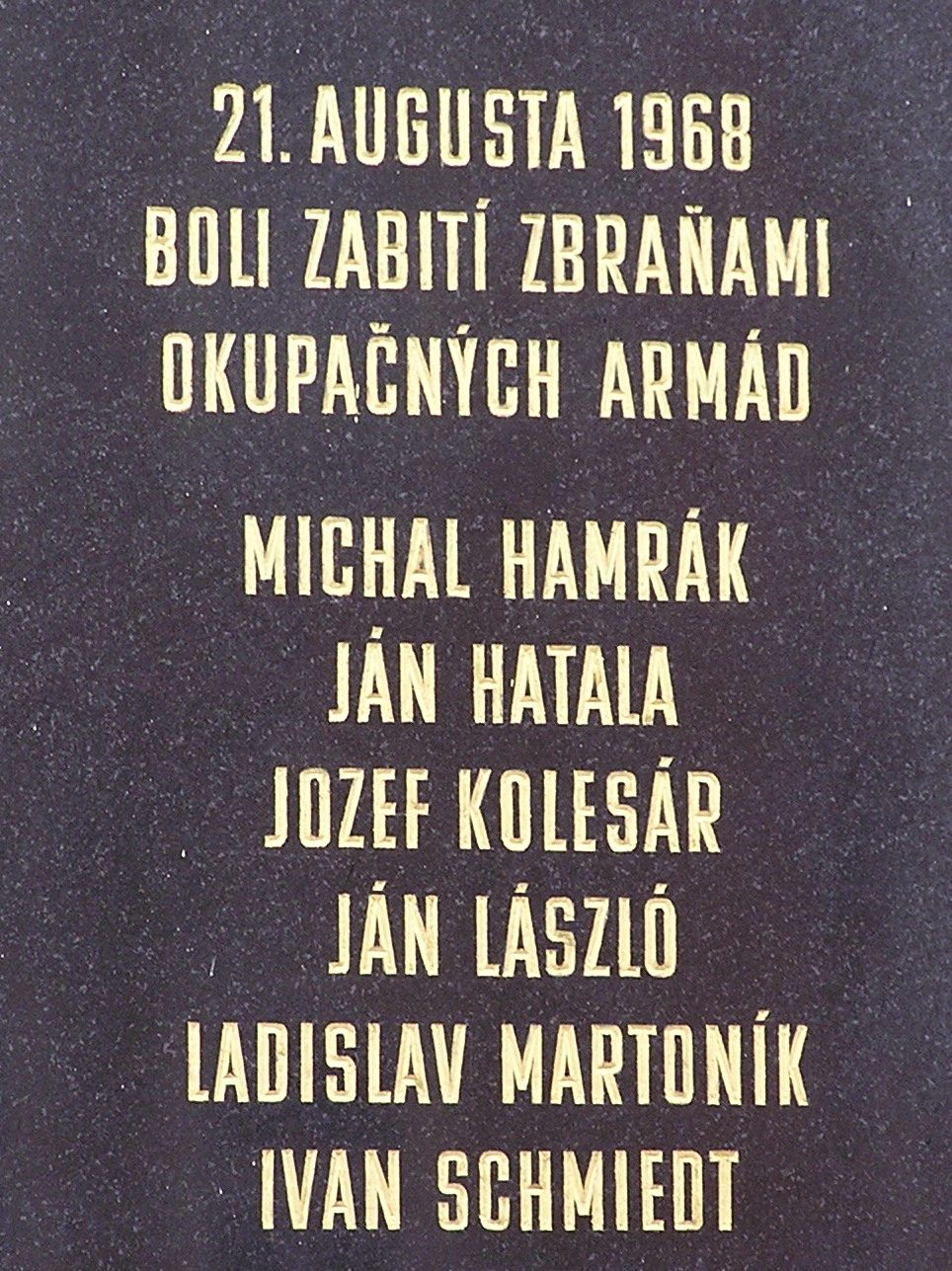
Placa commemorativa de la primavera de Praga a Košice, Eslovàquia

La primavera de Praga (en txec: Pražské jaro, en eslovac: Pražská jar, en rus: пражская весна) va ser un període de liberalització política a Txecoslovàquia que va començar el 5 de gener de 1968 i es va estendre fins al 20 d'agost d'aquell any, quan la Unió Soviètica i els seus aliats del Pacte de Varsòvia (excepte Romania) van envair el país.
Durant la Segona Guerra Mundial, Txecoslovàquia va caure en l'esfera d'influència soviètica, el Bloc Oriental. Des del 1948 no hi havia cap altre partit que el Partit Comunista al país i el gestionava indirectament la Unió Soviètica. A diferència d'altres països de l'Europa central i oriental, la presa de control comunista a Txecoslovàquia el 1948 va ser, encara que igual de brutal com en altres llocs, un autèntic moviment popular. La reforma al país no va provocar les convulsions vistes per exemple a Hongria.
Cap al final de la Segona Guerra Mundial, Ióssif Stalin volia Txecoslovàquia i va signar un acord amb Winston Churchill i Franklin D. Roosevelt pel qual Praga seria alliberada per l'Exèrcit Roig, malgrat el fet que l'exèrcit dels Estats Units sota el comandament del general George S. Patton pogués tenir alliberarada la ciutat abans. Això era important per a la difusió de la propaganda pro-russa (i pro-comunista) que va arribar just després de la guerra. La gent encara recordava el que sentia com la traïció a Txecoslovàquia per part d'Occident a l'Acord de Múnic. Per aquestes raons, el poble va votar pels comunistes a les eleccions de 1948, l'última elecció democràtica que s'hi va fer durant molt de temps.
Des de mitjans dels anys seixanta, els txecs i els eslovacs van mostrar signes creixents de rebuig al règim existent. Aquest canvi es va reflectir en elements reformistes del partit comunista en instal·lar Alexander Dubček com a líder del partit. Les reformes de Dubček del procés polític dins de Txecoslovàquia, a les que va referir-se com a socialisme amb rostre humà, no van representar un enderrocament complet de l’antic règim, com va ser el cas a Hongria el 1956. Els canvis de Dubček van comptar amb un ampli suport per part de la societat, inclosa la classe obrera, però la direcció soviètica la va veure com una amenaça per a la seva hegemonia sobre altres estats del bloc oriental i per a la seguretat mateixa de la Unió Soviètica. Txecoslovàquia es trobava al mig de la línia defensiva del Pacte de Varsòvia i el seu hipotètic de bàndol cap a l'enemic va ser inacceptable durant la Guerra Freda.
No obstant això, una minoria considerable del partit governant, especialment en nivells de lideratge superiors, es va oposar a qualsevol disminució de la presa del partit sobre la societat i va tramar activament amb la direcció de la Unió Soviètica per derrocar als reformadors. Aquest grup va veure horroritzat com les convocatòries per a eleccions multipartidistes i altres reformes començaven a ressonar a tot el país.
Entre les nits del 20 al 21 d’agost de 1968, els exèrcits del Bloc Oriental de cinc països del Pacte de Varsòvia van envair Txecoslovàquia. Durant la invasió, entre 5.000 i 7.000 tancs soviètics n'ocupaven els carrers. Els van seguir un gran nombre de tropes del Pacte de Varsòvia que oscil·laven entre els 200.000 i els 600.000 soldats.
Els soviètics van insistir que havien estat convidats a envair el país, afirmant que els comunistes txecoslovacs lleials els havien dit que necessitaven "assistència fraterna contra la contrarevolució". Una carta que es va trobar el 1989 va demostrar que realment va existir una invitació a envair el país. Durant l'atac dels exèrcits del pacte de Varsòvia, van morir 72 txecs i eslovacs (19 d'ells a Eslovàquia) i centenars de ferits (fins al 3 de setembre de 1968). Alexander Dubček va demanar al seu poble que no resistís. Va ser arrestat i traslladat a Moscou, juntament amb diversos dels seus col·legues.

## Moviment pels drets civils dels indígenes australians
Austràlia va ser fundada pels britànics sense tractat ni reconeixement de la població indígena. Les successives lleis i polítiques del govern australià van negar la ciutadania, els drets de vot i els drets sobre la terra de la població indígena i, en canvi, van intentar crear una cultura blanca única i uniforme amb la política de l'Austràlia Blanca i la retirada forçosa dels nens aborígens de les seves famílies (vegeu els articles sobre el Generacions robades). Igual que altres moviments internacionals pels drets civils, l'empenta cap al progrés ha implicat protestes (per exemple la Freedom Ride i l'Aboriginal Tent Embassy) i ha vist disturbis en resposta a la injustícia social (com els disturbis de Redfern del 2004 i la mort del 2004 a l’illa de Palm Island). Tot i que hi ha hagut avenços significatius en la reparació de les lleis discriminatòries, els indígenes australians continuen en desavantatge en comparació amb els seus homòlegs no indígenes, en mesures clau com: l'esperança de vida; mortalitat infantil; salut; i nivells d’educació i ocupació.